# Alphonso Taft
Alphonso Taft (Townshend (Vermont),5 november 1810 – San Diego (Californië), 21 mei 1891) was een Amerikaans politicus. Hij was onder president Ulysses S. Grant minister van Justitie en minister van Oorlog. Hij is tevens de vader van president William Howard Taft.

## Levensloop
Zijn voorouders kwamen uit Engeland. Hij studeerde zelf aan Yale en rondde zijn studie in 1833 af. Daarna studeerde hij rechten aan Yale Law School. Hij was samen met William Huntington Russell een van de oprichters van het geheime genootschap Skull and Bones. Taft werd in 1838 toegelaten tot de Balie van de staat Connecticut. In 1838 verhuisde hij naar Cincinnati in Ohio. Hij werd lid van de gemeenteraad en groeide uit tot een van invloedrijkste inwoners van zijn nieuwe thuisstaat.
Taft was een gedelegeerde naar de Republikeinse Nationale Conventie in 1856. In datzelfde jaar stelde hij zich verkiesbaar voor het Huis van Afgevaardigden, maar hij verloor van de Democraat George Pendleton. Tijdens de Amerikaanse Burgeroorlog nam hij geen dienst in het Unieleger. Van 1866 tot 1872 was hij lid van het Hooggerechtshof van Ohio, maar hij nam ontslag om samen met twee zonen een eigen advocatenpraktijk te beginnen. 
Als rechter deed Taft een belangrijke uitspraak in de zaak Board of Education of Cincinnati vs. Mino. Hij herriep een vonnis van een lager gerechtshof dat ging over het gebruik van de Bijbel in openbare scholen. Volgens hem ging het schoolbestuur van Cincinnati buiten haar bevoegdheid toen zij besloot dat de Bijbel op verschillende openbare scholen mocht worden voorgelezen. Volgens Taft hadden protestanten niet meer recht dan andere religies om hun geloof in het openbaar te belijden. Hij refereerde in zijn vonnis specifiek aan de Joden. Zij betaalden net zo goed belasting en hadden dus dezelfde rechten als andere groepen. Het besluit, dat door de andere rechters van het Hooggerechtshof werd gesteund, maakte Taft niet populairder. Het droeg bij aan zijn verlies toen hij zich in 1875 kandidaat stelde voor het gouverneurschap van Ohio.
President Grant vroeg Taft in 1876 na het terugtreden van William Belknap wegens corruptie als minister van Oorlog. Taft werd door de Senaat zonder bezwaar geaccepteerd. Na twee maanden herschikte de president zijn kabinet waardoor Taft doorschoof naar de positie van minister van Justitie. Na de hoogst controversiële presidentsverkiezingen van 1876 steunde Taft het besluit van president Grant om het leger in te zetten in South Carolina en Mississippi. Daarmee wilde hij het geweld tegen Afro-Amerikanen tegengaan om zo een tweede burgeroorlog te voorkomen. Na zijn vertrek als minister stelde Taft zich in 1879 nog eenmaal verkiesbaar voor het gouverneurschap van Ohio, maar verloor van Charles Foster.
President Chester Arthur benoemde Taft in 1882 als ambassadeur naar Oostenrijk-Hongarije en twee jaar later als ambassadeur naar Rusland. Dat bleef hij tot 1885.

## Persoonlijk
Taft trouwde twee keer. Met zijn eerste vrouw, Fanny Phelps, kreeg hij vijf kinderen, van wie er drie in hun eerste levensjaar overleden. Zijn vrouw overleed in 1842. Taft hertrouwde anderhalf jaar later met Louise Maria Torrey, met wie hij ook vijf kinderen kreeg. Hun oudste zoon overleed op 1-jarige leeftijd. Hun tweede zoon was William Howard Taft.
- International Standard Name Identifier: 0000 0000 3461 8037
- Library of Congress Control Number: n85363307
- National Archives and Records Administration: 10568528
- Nationale Bibliotheek van Israël: 987007388940805171
- SNAC: w6ks6zhm
- Virtual International Authority File: 1472156
- WorldCat: E39PBJhGYJcHdmbtFWQ6kdt9Xd